# Donald Dunn
Donald « Duck » Dunn, né le 24 novembre 1941 à Memphis, Tennessee, et mort le 13 mai 2012 à Tokyo, est un bassiste de blues, rock et rhythm'n'blues, connu comme étant un des membres de Booker T. and the M.G.'s et des Blues Brothers.

## Biographie
Donald Duck Dunn nait à Memphis dans le Tennessee. Il est d’abord guitariste. Au cours de son enfance, il se lie d’amitié avec un autre gamin blanc du coin, Steve Cropper. Une amitié qui se révèlera indéfectible avec celui qui deviendra un des grands guitaristes du siècle. Lorsque Cropper, avec Don Nix, forme les Royal Spades, leur copain Duck Dunn se met à la basse : il est moins bon guitariste que Steve et veut absolument faire partie du groupe. Il s’équipe d’un modèle Kay bas de gamme et le groupe interprète les succès du rock ’n’ Roll de l’époque (Jerry Lee Lewis, Little Richard, Chuck Berry…) dans les bars en échange de quelques bières et quelques dollars. En 1958, les choses deviennent plus sérieuses, d’autres musiciens les rejoignent, notamment des cuivres, dont le futur « Memphis Horns », Wayne Jackson et le groupe change de nom. Les Mar-Keys décrochent même un hit en 1961, un instrumental intitulé Last Night. Le groupe acquiert dès lors une réputation solide. Duck Dunn quitte cependant le groupe en 1962, devenant le seul blanc au sein du groupe de Ben Branch, ou il remplace Allen Jones.
Il fréquente les jam-sessions de clubs tel le Hernando’s Hideaway ou le Rebel Room, et enregistre avec Steve Cropper et le batteur Al Jackson à la fin de 1963. Le single est une reprise du pianiste Roosevelt Sykes, Honeydripper avec un original en face B, Slumber Party. Ce groupe éphémère s’appelle les Van-Dells et le style dans lequel il se produit rappelle fortement celui du combo au sein duquel s’épanouissent Cropper et Jackson, Booker T. and the M.G.'s.
Les M.G.’s s’étaient fait connaître en 1962 avec un no 1 au hit-parade, Green Onions. Mais le bassiste d’origine, Lewie Steinberg, est une tête brulée difficile à gérer sur la route, et Cropper souhaite de plus en plus le remplacer par son vieil ami. Un an après les Van-Dells, en novembre 1964, la chose est faite. Avec l’arrivée de Duck Dunn, au sein des M.G.’s ; c’est mine de rien, une révolution qui se produit. Booker T. and the M.G.'s, premier groupe à être composé pour moitié de noirs, pour moitié de blancs, participe à une prise de conscience collective. Ils inventent de nouveaux sons. Ils sont des acteurs de l’émancipation de la société américaine de ses carcans sociaux et culturels. La Soul qu’ils contribuent à créer est la musique de la liberté : en cela, ils ouvrent la voie à la contre-culture des années 1960, des groupes hippies aux protest-singers, Booker T. and the M.G.'s devient le groupe maison du label Stax, fer de lance de la Soul Music et enregistre derrière des grandes vedettes du label, tel qu'Eddie Floyd, William Bell, Carla et Rufus Thomas. Ils sont là sur les classiques qui feront du bluesman Albert King un guitariste légendaire. Ils accompagnent Otis Redding au festival international de musique pop de Monterey en 1967.
Duck Dunn contribue à la création des grands classiques de la Soul : Respect, (Sittin' On) The Dock of the Bay, I’ve Been Loving You Too Long, In the Midnight Hour, Hold On, I'm Comin', etc. Il s’implique également dans la gestion de Stax, auquel il reste fidèle jusqu’à la fin.
Les années 1970 marquent la fin de l’époque dorée de la Soul façon Stax, supplantée par l’école Motown et le disco. Mais Duck Dunn enregistre encore des sessions mémorables, avec Muddy Waters, Fathers And Sons, avec Jerry Lee Lewis, Southern Roots, ou encore avec Bob Dylan, Tony Joe White, Rod Stewart, Eric Clapton… C’est l’un des bassistes les plus demandés.
En 1980, le film Blues Brothers prépare l’arrivée d’un nouveau « Blues Boom » et rend aussi hommage à la Soul (on y voit Aretha Franklin, James Brown, Ray Charles…). Le groupe que mettent sur pied Dan Aykroyd et John Belushi, les Blues Brothers, réserve une place à Duck Dunn, bassiste incendiaire sur scène aux côtés du guitariste Matt Murphy.
Dans les années 1990, les MG’s se reforment épisodiquement, notamment pour un album hommage à Dylan ou une tournée avec Neil Young au cours de laquelle il se laisse aller à interpréter (Sittin' on) The Dock of the Bay. Duck Dunn est de la partie, partageant son temps entre les Blues Brothers et Booker T. and the M.G.'s.
Il meurt le 13 mai 2012 à Tokyo. C'est son ami Steve Cropper qui l'annonce : « Aujourd'hui j'ai perdu mon meilleur ami, le monde a perdu le meilleur gars et bassiste qui ait vécu. Duck Dunn est mort dans son sommeil dimanche matin, le 13 mai, à Tokyo au Japon, après avoir bouclé deux spectacles au Blue Note Night Club ». Il repose au cimetière Memorial Park à Memphis.

## Discographie
- Otis Redding (Pain in my heart, 1964)
- Wilson Pickett (In the midnight hour, 1965)
- Booker T & The MGs (Sould Dressing, 1965)
- Otis Redding (Great Otis Redding Sings Soul Ballads, 1965)
- The Mar-Keys (Great Memphis Sound, 1966)
- Booker T & The MGs (In the Christmas Spirit, 1966)
- Otis Redding (Otis Blue: Otis Redding Sings Soul, 1966)
- Wilson Pickett (Exciting Wilson Pickett, 1966)
- Otis Redding (Soul Album, 1966)
- Booker T & The MGs (And Now… Booker T & The MGs, 1966)
- Guitar Showdown at the Dusk 'Til Dawn Blues Festival (1966)
- Eddie Floyd (Knock on wood, 1967)
- Albert King (Born under a bad sign, 1967)
- Otis Redding (Live in Europe, 1967)
- The Mar-Keys/Booker T & The MGs (Back to Back, 1967)
- Otis Redding & Carla Thomas (King & Queen, 1967)
- Divers artistes(Monterrey International Pop Festival, 1967)
- Booker T & The MGs (Hip Hug-Her, 1967)
- William Bell (Soul of a Bell, 1967)
- Albert King (Blues for Elvis, 1968)
- Otis Redding (Dock of the Bay, 1968)
- Otis Redding (Immortal Otis Redding, 1968)
- Divers artistes (Soul Christmas, 1968)
- Isaac Hayes (Presenting Isaac Hayes, 1968)
- Booker T & The MGs (Uptight, 1968)
- Booker T & The MGs (Best of Booker T & The MGs, 1968)
- Booker T & The MGs (Doin' Our Thing, 1968)
- Booker T & The MGs (Soul Limbo, 1968)
- The Staple Singers (Soul Folk in Action, 1968)
- Johnnie Taylor (Who's Making Love, 1968)
- Booker T & The MGs (The Booker T. Set, 1969)
- Albert King (King of the Blues Guitar, 1969)
- Delaney & Bonnie (Home, 1969)
- Mitch Ryder (The Detroit Memphis Experiment, 1969)
- Muddy Waters (Fathers and sons, 1969)
- Eddie Floyd (Rare Stamps, 1969)
- Mavis Staples (Mavis Staples, 1969)
- Otis Redding (Love Man, 1969)
- Booker T & The MGs (Mclemore Avenue, 1970)
- Otis Redding (Tell the Truth, 1970)
- Booker T & The MGs (Melting Pot, 1971)
- David Porter (Victim of the Joke?: An Opera, 1971)
- Rita Coolidge (Rita Coolidge, 1971)
- Ronnie Hawkins (The Hawk, 1971)
- Albert King (Lovejoy, 1971)
- Freddie King (Getting Ready, 1971)
- Herbie Mann (Push Push, 1971)
- Don Nix (en) (Living by the Days, 1971)
- Bill Withers (Just as I Am, 1971)
- Jesse Ed Davis (en) (Ululu, 1972)
- Rance Allen (en) (Straight From the Heart, 1972)
- Freddie King (Texas Cannonball, 1972)
- Doug Clifford (Cosmo, 1972)
- Mel & Tim (en) (Starting All Over Again, 1972)
- Elvis Presley (Raised On Rock/For Ol' Times Sake, 1973)
- MGs (The MGs, 1973)
- Duane Allman (Anthology vol. 2, 1974)
- Eddie Floyd (Soul Street, 1974)
- Shirley Brown (en) (Woman to Woman, 1974)
- Muddy Waters (Muddy & The Wolf, 1974)
- William Bell (William Bell, 1974)
- John Prine (Common Sense, 1975)
- Rance Allen (en) (Soulful Experience, 1975)
- Leon Russell (Will o' The Wisp, 1975)
- Rod Stewart (Atlantic crossing, 1975)
- Joan Baez (Gulf winds, 1976)
- Carol Grimes (en) (Carol Grimes, 1976)
- Richie Havens (End of the Beginning, 1976)
- Chris Hillman (Slippin' Away, 1976)
- John Prine (Prime Prine, 1976)
- Rod Stewart (A Night on the Town, 1976)
- Leon Russell (Best Of Leon Russell, 1976)
- The Manhattan Transfer (Pastiche, 1976)
- Mickey Thomas (As Long As You Love Me, 1976)
- Sam & Dave (Back at 'Cha!, 1976)
- Keith Christmas (en) (Stories from the Human Zoo, 1976)
- Joan Baez (Blowing away, 1977)
- Shirley Brown (en) (Shirley Brown, 1977)
- Roy Buchanan (Loading zone, 1977)
- Levon Helm (Levon Helm & The RCO All Stars, 1977)
- Albert King (The pinch, 1977)
- Diana Ross (Baby it's me, 1977)
- The Manhattan Transfer (Pastiche, 1978)
- Blues Brothers (Briefcase Full of Blues, 1978)
- The Emotions (Sunshine, 1978)
- Bruce Roberts (en) (Bruce Roberts, 1978)
- Billy Swan (Your OK, I'm OK, 1978)
- Peter Frampton (Where I should be, 1979)
- Tom Petty & The Heartbreakers (Damn The Torpedos, 1979)
- Leo Sayer (Here, 1979)
- Steve Cropper (Playing my Thang, 1980)
- Blues Brothers (Made In America, 1980)
- Bob Dylan (Shot of love, 1981)
- The Staple Singers (This Time Around, 1981)
- Tom Petty & The Heartbreakers (Hard promises, 1981)
- Stevie Nicks (Bella Donna, 1981)
- Eric Clapton (Money and Cigarettes, 1983)
- Eric Clapton (Behind the Sun, 1985)
- Wilson Pickett (Wilson Pickett's Greatist Hits, 1985)
- Albert King (Best of Albert King Vol 1, 1986)
- Booker T & The MGs (Best of Booker T & The MGs, 1986)
- Divers artistes (Atlantic Blues, 1986)
- Jimmy Buffett (Hot Water, 1988)
- Eric Clapton (Crossroads, 1988)
- The Great Outdoors (BO, 1988)
- Roadhouse (BO, 1989)
- Legends Of Guitar (Electric Blues Vol.1, 1990)
- Willie Dixon (The Chess Box, 1990)
- Muddy Waters (Chess Box, 1990)
- Stevie Nicks (Timespace: The Best of Stevie Nicks, 1991)
- Johnnie Taylor (Who's Making Love, 1991)
- Divers artistes (Atlantic Rhythm & Blues 1947-1974, 1991)
- Albert King (The Best of Albert King, Vol 1, 1991)
- Booker T & The MGs (Hip Hug-Her, 1992)
- Wilson Pickett (A Man and a Half: The Best of Wilson Pickett, 1992)
- Booker T & The MGs (And Now… Booker T & The MGs, 1992)
- Booker T & The MGs (Doin' Our Thing, 1992)
- Blues Brothers (Definitive Collection, 1992)
- Roy Buchanan (Sweet Dreams: The Anthology, 1992)
- William Bell (Little Something Extra, 1992)
- Rufus Thomas (Can't Get Away From This Dog, 1992)
- Divers artistes (Blues Masters Vol 1: Urban Blues, 1992)
- Divers artistes (Stax/Volt Review, Vol 3: Live In Europe - Hit The Road Stax, 1992)
- Blues Masters Sampler (1993)
- Otis Redding (Otis! The Definitive Otis Redding, 1993)
- Bob Dylan (Bob Dylan 30th Anniversary Concert, 1993)
- Divers artistes (The Complete Stax-Volt Soul Singles Vol 2: 1968-1971, 1993)
- John Prine (Great Days: The John Prine Anthology, 1993)
- Albert King (The Ultimate Collection, 1993)
- Wilson Pickett (In the Midnight Hour, 1993)
- Roy Buchanan (Guitar on Fire, 1993)
- Jerry Lee Lewis (All Killer, No Filler: The Anthology, 1993)
- Otis Redding (Otis Redding Sings Soul, 1993)
- Ruby Johnson (en) (I'll Run Your Heart Away, 1993)
- Freddy King (Hide Away: The Best of Freddy King)
- Booker T & The MGs (The Very Best of Booker T & The MGs, 1994)
- Booker T & The MGs (That's the Way It Should Be, 1994)
- The Original Soul Christmas (1994)
- Divers artistes (Texas Music, Vol 1: Postwar Blues Combos, 1994)
- The Manhattan Transfer (Pastiche, 1994)
- Carla Thomas (Gee Whiz: The Best Of Carla Thomas, 1994)
- Bill Withers (The Best Of Bill Withers, 1994)
- Sam & Dave (The Very Best Of Same & Dave, 1995)
- Divers artistes (Blues Masters Vol 1-5, 1995)
- Divers artistes (Jingle Bell Jam: Jazz Christmas Classics, 1995)
- Divers artistes (Original Sould Christmas, 1995)
- David Porter (Victim of the Joke?, 1995)
- Tom Petty & The Heartbreakers (Playback, 1995)
- Muddy Waters (Goodbye Newport Blues, 1995)
- Tony Joe White (Lake Placid Blues, 1995)
- The Soul Children (en) (Soul Children/Best Of Two Worlds, 1995)
- Levon Helm (Levon Helm & The RCO All-Stars, 1996)
- Albert King (The Blues Don't Change, 1996)
- Rance Allen (en) (Soulful Experience, 1996)
- Freddie King (Getting Ready, 1996)
- Taveres (Best of Taveres, 1996)
- Divers artistes (Mean Old World: The Blues from 1940 to 1994, 1996)
- Carla Thomas (Love Means Carla Thomas/Memphis Queen, 1997)
- Rance Allen (en) (Let the Music Get Down in Your Soul, 1997)
- John Fogerty (Blue Moon Swamp, 1997)
- Yvonne Elliman (Best Of Yvonne Elliman, 1997)
- Ray Charles (Genius & Soul: The 50th Anniversary Collection, 1997)
- The Blues Brothers (Blues Brothers & Friends: Live from House of Blues, 1997)
- Tinsley Ellis (Fire it up, 1997)
- Boz Scaggs (My Time: The Anthology 1969-1997, 1997)
- Leon Russell (Retrospective, 1997)
- William Bell (Bound to Happen, 1997)
- Otis Redding (Dreams to Remember: The Otis Redding Anthology, 1998)
- Stevie Nicks (Enchanted: The Works of Stevie Nicks, 1998)
- Booker T & The MGs (Time Is Tight, 1998)
- Soundtrack (Vampires, 1998)
- Albert King (The Very Best of Albert King, 1999)
- Eric Clapton (Clapton Chronicles: Best of 1981-1999, 1999)
- Crosby, Stills, Nash and Young (Looking Forward, 1999)
- The Soul Children (en) (Genesis/Friction, 1999)
- The Blues Brothers (The Blues Brothers Complete, 2000)
- Tom Petty & The Heartbreakers (Anthology: Through the Years, 2000)
- Don Covay (Mercy, Mercy/Seesaw, 2000)
- Jerry Lee Lewis (Mercury Smashes… and Rockin' Sessions, 2000)
- Eric Clapton (Best Of Eric Clapton [Import Bonus Tracks], 2000)
- Neil Young (Road Rock Vol 1: Friends & Relatives, 2000)
- Johnnie Taylor (Lifetime, 2000)
- Bill Withers (Lean on Me: The Best of Bill Withers, 2000)
- Eric Clapton (Unplugged/Clapton Chronicles, 2001)
- Freddie King (Ultimate Collection, 2001)
- Freddie King (Texas Cannonball, 2002)
- Mavis Staples (Only for the Lonely, 2002)
- Albert King (Born Under a Bad Sign, 2002)
- Neil Young (Are You Passionate?, 2002)
- William Bell (Soul of a Bell, 2002)
- Leo Sayer (Here, 2003)
- Joan Baez (Complete A&M Recordings, 2003)
- Booker T & The MGs (Soul Men, 2003)
- Martin Scorsese Presents the Blues (BO, 2003)
- Jerry Lee Lewis (Southern Roots: Boogie Woogie Country Man, 2004)
- Divers artistes (Soul Comes Home: Celebration of Stax Records, 2004)
- John Fogerty (Blue Moon Swamp, 2004)
- Richie Havens (Dreaming As One: The A&M Years, 2004)